# Ньиматли
Ньиматли (англ. nyimatli, nimalto, nyemathi, nyimatali, nyimathli, yamaltu) — идиом центральночадской ветви чадской семьи, распространённый на востоке Нигерии в юго-западной части штата Борно и в восточной части штата Гомбе.
Как самостоятельный язык рассматривается в классификации, представленной в работе С. А. Бурлак и С. А. Старостина «Сравнительно-историческое языкознание».
Как диалект языка тера ньиматли представлен в классификации, опубликованной в справочнике языков мира Ethnologue. Нередко к диалектам тера помимо ньиматли также относят язык пидлими (хина).
В классификации, представленной в работе «Сравнительно-историческое языкознание» (С. А. Бурлак, С. А. Старостин), язык ньиматли включён в состав группы языков тера. Наиболее близок языкам тера, джара, га’анда, хона, габин, пидлими (хина), бога и нгваба.
В классификации, опубликованной в справочнике Ethnologue, язык тера, в качестве диалекта которого рассматривается ньиматли, включён в число западных языков подгруппы А1 группы А ветви биу-мандара.